# スコット・アチソン (レーサー)
スコット・アチソン（Scott Atchison, 1962年7月16日 - ）は、アメリカ合衆国のレーシングドライバー。カリフォルニア州ベーカーズフィールド出身。
1988年のインディカー・シーズンおよび1989年のインディカー・シーズンに参加。初年度は「マシニスト・ユニオン」から13レースに参戦し、シリーズポイントで20位となった。次年度は「ユーロモータースポーツ」に所属し、真夏の3レースに参戦した。
アチソンのインディカー・シーズンでの最高成績は、初年度のロングビーチ・グランプリとファイアストン・インディ300で獲得した9位であった。アチソンは初年度にインディ500への参戦も求めたが、失敗した。